# 张齐红
张齐红（1943年12月—），男，山东莱阳人，中华人民共和国军事人物，中国人民解放军少将，曾任山东省军区司令员。